# Большое трио (Сан-Антонио Спёрс)
Большое трио (англ. Big Three) — неофициальное название тройки игроков баскетбольного клуба НБА «Сан-Антонио Спёрс» за период выступлений с 2002 по 2016 год в составе Тима Данкана, Тони Паркера и Ману Джинобили. С «Большим трио» «Сан-Антонио Спёрс» четыре раза выигрывали титул чемпиона НБА (в 2003, 2005, 2007 и 2014 годах). Данкан завершил карьеру по окончании сезона 2015/16, Джинобили — 2017/18, а Паркер — 2018/19. «Большое трио» является самым узнаваемым в 2000-е годы сочетанием игроков НБА, а также самым успешным и стабильным, записавшим на свой счёт 1000 побед. 

## Тим Данкан
До карьеры в НБА Тим Данкан четыре года выступал за колледж Уэйк Форест (Уинстон-Сейлем, Калифорния). Дважды становился баскетболистом года конференции Atlantic Coast, трижды - лучшим оборонительным игроком среди студентов по версии NABC, а также MVP турнира конференции Atlantic Coast в 1996 году. В колледже несколько раз выигрывал титул лучшего игрока года, а также дважды попадал в первую сборную NCAA. В конференции лидировал по набранным очкам, проценту бросков с игры, блок-шотам, став первым в истории конференции игроком, которому удавалось это сделать. За четыре года выступлений в составе Уэйк Форест соотношение побед и поражений составило 97–31. Данкану принадлежит рекорд колледжа по подборам в составе первого дивизиона NCAA (1570 за 128 матчей). Данкан - один из 10 игроков после колледжа, на счету которого больше 2000 очков и 1500 подборов. Также он первый игрок в истории NCAA с показателями в 1500 очков, 1000 подборов, 400 блок-шотов и 200 результативных передач.
Тим Данкан был выбран на драфте НБА 1997 года под первым номером клубом «Сан-Антонио Спёрс», присоединившись к другому центровому в составе, Дэвиду Робинсону, вместе составив переднюю линию, названную «Башни-близнецы» (англ. Twin Towers) по аналогии с башнями-близнецами в Нью-Йорке. Вместе они за шесть сезонов дважды (в 1999 и 2003 годах) становились чемпионами НБА, и оба раза Данкан становился самым ценным игроком НБА, а также все шесть сезонов выбирался в первую сборную всех звёзд НБА. В 2003 году Данкан и Робинсон были названы спортсменами года по версии Sports Illustrated.

## Тони Паркер
Тони Паркер выступал за парижскую команду «Расинг Париж», на драфте НБА 2001 года был выбран под 28-м номером клубом «Сан-Антонио Спёрс». В первом для себя сезоне выходил на замену разыгрывающего защитника Антонио Дэниелса. Из-за стечения обстоятельств стал первым разыгрывающем команды в этом же сезоне и принял участие в 77 матчах команды. За 29,4 минуты на площадке набирал 9,2 
очка, отдавал 4,3 передачи и совершал 2,6 подбора. В первом же сезоне лидировал в «Спёрс» по количеству передач и перехватов и попал в сборную новичков.

## Ману Джинобили
До прихода в «Сан-Антонио» Ману Джинобили семь сезонов отыграл за пределами США. Первым профессиональным клубом для игрока стал представитель аргентинской лиги «Андино». Затем он в течение двух сезонов выступал в команде из родного города Баия-Бланка «Эстудиантес». Затем Джинобили в течение четырёх сезонов выступал за итальянские клубы. 
В первых двух сезонах выступал за «Виола Реджо Калабрия», которую вместе с американскими игроками Брентом Скоттом, Брайаном Оливером и Сидни Джонсоном вывел из второго итальянского дивизиона в первый. Джинобили был выбран «Сан-Антонио Спёрс» под общим 57-м номером на драфте 1999 года, но провёл еще три года в Италии, прежде чем присоединиться к «Спёрс». Два последних сезона в Европе игрок провёл в итальянском клубе «Киндер» (Болонья), с которым завоевал чемпионский титул в 2001 году, а также дважды (в 2001 и 2002 годах) становился обладателем Кубка Италии. Также в 2001 году выступал в Евролиге, где стал самым ценным игроком сезона 2000/01. В сезонах 2000/01 и 2001/02 дважды становился MVP итальянской лиги, а также принимал участие в трёх Матчах звёзд в Италии.
27 августа 2018 года Джинобили объявил о завершении карьеры.

## Формирование «Большого трио»

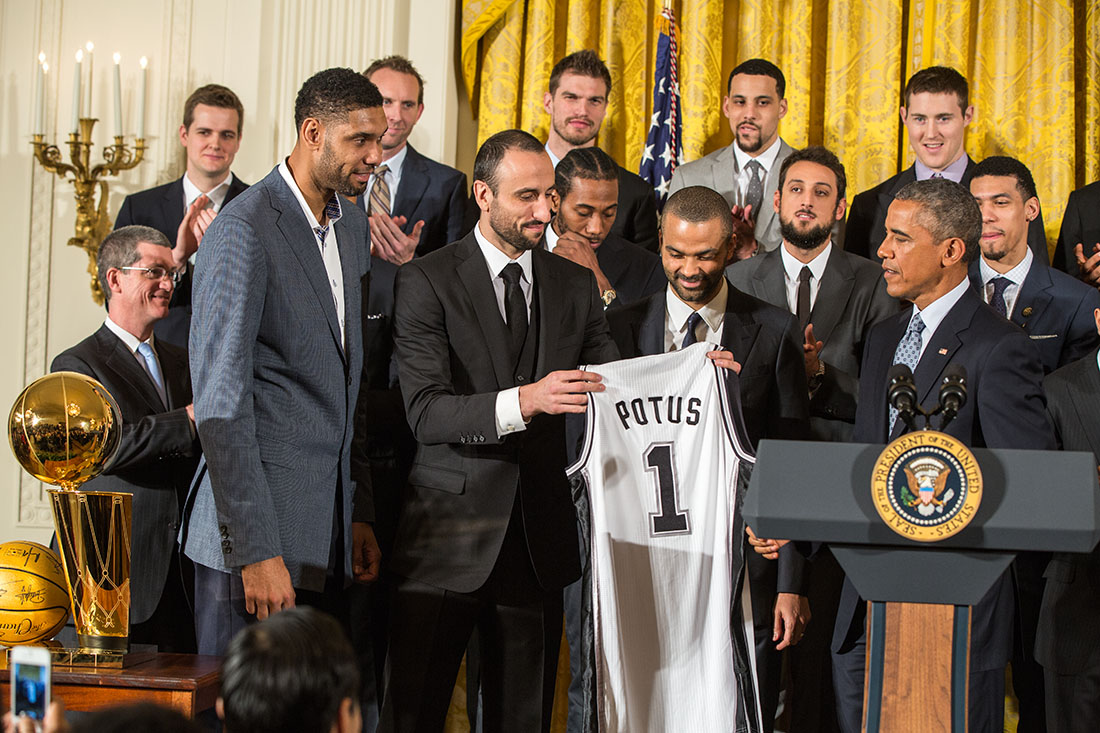
Тим Данкан, Ману Джинобили и Тони Паркер с президентом США Бараком Обамой на приглашении в Белый дом по случаю победы в НБА 2014 года, 12 января 2015 года. (Пит Соуза. Официальное фото Белого дома)

С подписанием в сезоне 2002/03 годов Ману Джинобили появилась связка, названная «Большое трио». В первом сезоне тройка игроков в среднем набирала 47 очков, при этом Данкан - 23,3 очка, Тони Паркер - 15,5 очков, а Ману Джинобили - 7,7 очка в среднем за матч. Связка продолжала работать и приносить пользу команде. Наибольший прогресс отмечался у Джинобили, который к средним показателям добавил еще больше пяти очков в следующем сезоне. Перед началом сезона о завершении карьеры по его итогам заявил многолетний лидер «Спёрс» Дэвид Робинсон, а также прекращала действовать его связка с Данканом, которая называлась «Башни-близнецы». Новая связка, которая стала «Большим трио» при некоторой помощи Робинсона помогла «Спёрс» стать лучшим клубом в регулярном чемпионате с рекордом 60–22 и получить преимущество домашней площадки на весь плей-офф. В первом раунде «Спёрс» в шести матчах обыграли «Финикс Санз» и вышли на «Лос-Анджелес Лейкерс». Проиграв дважды в постсезоне «Лейкерс», «Сан-Антонио» и «большое трио» жаждало реванша. В шестом матче лидером стал Данкан с 37 очками и 16 подборами, «Спёрс» победили в матче 110-82 и завершили серию. После игры тренер «Спёрс» Грегг Попович сказал:  

 Я думаю в пятом и шестом матче он [Данкан] был неподражаем. В последних двух матчах он тащил на себе всё. 
 . Тони Паркер и Ману Джинобили также вложили много сил в победу «Сан-Антонио». После победы над «Лейкерс», команда в финале Западной конференции в шести матчах обыграла «Даллас Маверикс» и вышла в финал. В финальной серии несколько фантастических матчей выдал Данкан, в среднем набирая 28 очков и 16 подборов, став MVP финала. В шестом матче серии Данкан совершил трипл-дабл а «большое трио» завершило серию и получило первый титул чемпионов НБА. По итогам матча Данкан сказал : 

 Мы все уверены, что в игре мы можем что-то изменить и мы делаем это. 
 Данкан также выразил сожаление, что его коллега и друг Дэвид Робинсон завершает карьеру. Однако его оставшиеся коллеги, Джинобили и Паркер, попытались заменить потерю Робинсона. Оба неплохо выступили в серии, так Паркер в среднем набирал 16,3 очка, а Джинобили - 9,7. К следующему сезону команду ждала перестройка, команду покинули ветераны Дэвид Робинсон, Стив Керр и Дэнни Ферри, свободными агентами стали Стивен Джексон и Спиди Клэкстон. Однако на рынке свободных агентов «Спёрс» удалось усилиться такими игроками как Радослав Нестерович, Хедо Тюркоглу и Роберт Орри. 

### Сезон 2003-2004
Несмотря на существенные перестановки в команде, «Спёрс» и «большое трио» смогло финишировать вторыми в Западной конференции с результатом 57–25, лишь одну победу уступив «Миннесоте». В первом раунде плей-офф команда вышла на «Мемфис Гриззлис». «Спёрс» легко прошли «Мемфис» (4—0 в серии) и четвертый раз подряд вышли в полуфинал конференции на «Лос-Анджелес Лейкерс». Первые четыре матча каждая из команд неизменно побеждала на своей площадке. В пятом матче серии Данкан в концовке вывел команду вперёд со счётом 73–72, однако за две десятых секунды до конца Дерек Фишер забил баззер-битер, а «Лейкерс» победили 74–73. В шестом матче на своей площадке вновь сильнее были «Лейкерс». Таким образом, «Спёрс» проиграли в пятом и шестом матче серии и вылетели из плей-офф.

### Сезон 2004-2005
В следующем сезоне «большое трио» продолжало стабильно набирать очки, а «Спёрс» выигрывать. Команда финишировал на втором месте в Западной конференции с результатом 59–23, уступив только «Финикс Санз». Серию плей-офф команда начала с посеянным под седьмым номером «Денвер Наггетс» и выиграла в пяти матчах. В полуфинале конференции «Спёрс» встретились с «Сиэтл Суперсоникс». В первых четырёх матчах команды одержали по две победы. В пятом матче в стартовую пятёрку «Спёрс» вернулся Джинобили и набрал рекордные в серии плей-офф 39 очков. В итоге команда победила со счётом 103–90, остановившись в одной победе до финала. В шестом матче ключевую роль сыграл бросок Тима Данкана, которые он реализовал за 0,5 секунд до окончания матча и таким образом принёс победу «Спёрс» со счётом 98–96 в матче и 4–2 в серии. В финале конференции встретили первая и вторая команда по итогам регулярного чемпионата, «Сан-Антоннио» и «Финикс Санз». В серии продолжала действовать связка Данкан-Джинобили-Паркер, которая в среднем набирала 27,4 очка, 22,2 очка и 20,4 очка соответственно. «Спёрс» удачно вошли в серию, одержав три победы подряд. В третьем и четвёртом матчах «большое трио» набирало 80 и 69 очков. Если для четвертого матча этого не хватило («Спёрс» проиграли со счётом 111–106, а счёт в серии стал 3—1), в пятом матче «трио» набрало 68 очков и этого хватило для общей победы (101—95), а «Сан-Антонио» попало в финал НБА. В финале команду ждал «Детройт Пистонс». В первом матче серии Данкан и Джинобили набрали на двоих 50 очков (26 - Джинобили и 24 - Данкан), а команда одержала победу со счётом 84–69. Джинобили вновь стал героем во втором матче с 27 набранными очками, «Спёрс» вновь победили со счётом 97–76, а счёт в серии стал 2–0. «Пистонс» выиграли в третьем и четвёртом матчах, однако в пятом матче Данкан с 26 очками и 19 подборами помог команде победить в овертайме (96–95). В шестом матче Данкан и Джинобили набрали по 21 очку, однако этого не хватило до победы в матче и серия затянулась до последнего, седьмого матча. В седьмом матче Данкан и Джинобили набрали 25 и 23 очка соответственно, «Спёрс» победили 81–74 и второй раз в истории «большого трио» стали чемпионами НБА. В голосовании на звание лучшего игрока финальной серии соперничали Данкан и Джинобили, но Данкан с небольшим преимуществом победил и третий раз в своей биографии стал MVP финальной серии.

### Сезон 2005-2006
В сезоне 2005/06 «большое трио» установило рекорд клуба, завершив чемпионат с соотношением побед и поражений 63–19, а также заняв первое место в Западной конференции. Данкан в среднем за матч набирал 18,6 очка, Паркер - 18,9 очка, а Джинобили - 15,1 очко. В первом раунде «Спёрс» в шести матчах обыграли «Сакраменто Кингз». Во втором раунде они вышли на «Даллас Маверикс», а серия стала сложным испытанием для обоих клубов. В первых матчах лидерские качества продемонстрировал Данкан, набрав 31 очко в первой игре, 28 - во второй и 35 - в третьей, однако к этому моменту счёт в серии был 2—1 в пользу «Далласа». В четвёртом матче серии Данкан и Паркер на двоих набрали 64 очка (33+31), однако «Спёрс» вновь уступили в овертайме со счётом 123–118 и в итоге находились в одном поражении от вылета. В пятом мачте серии «большое трио» набрало 81 очко (36 - Данкан, 27 - Паркер, 18 - Джинобили). Победа со счётом 98–97 в пятом матче сократила разрыв в серии до 3–2. В шестом матче серии Данкан и Джинобили набрали вместе 54 очка (30 - Джинобили, 24 - Данкан) и сделали результат в матче (91—86). В итоге, всё решалось в седьмом матче серии. В седьмой игре лидером по очкам (41) стал Данкан, однако в овертайме из семи бросков с игры он попал всего один и в итоге победил «Даллас» (119–111), а плей-офф для «Спёрс» закончился.

### Сезон 2006-2007
После провального начала сезона 2006–07, «Спёрс» в последней 31 игре одержали 25 побед и закончили сезон с показателем 58–24, став третьей командой Западной конференции. В первом раунде команда легко прошла «Денвер Наггетс» (4–1). Параллельно сеяная под первым номером команда «Даллас Маверикс» сенсационно проиграла восьмой, которой стал «Голден Стэйт Уорриорз», а «Спёрс» вышли на «Финикс», который прошёл «Лейкерс» (4–1). В первом матче серии Тим Данкан набрал 33 очка, что позволило одержать победу. «Санз» взяли второй матч серии, однако в третьем Данкан вновь набрал 33 очка и счёт в серии стал 2–1 в пользу «Спёрс». В четвертом матче вновь победу одержали «Санз», однако в пятом матче серии в четвертой четверти «выстрелил» Джинобили, набрав 15 очков, а «Спёрс» победили со счётом 88–85 и вышли вперёд в серии 3–2. В шестом матче серии «большое трио» записало на свой счёт 87 очков (33 - Джинобили, 30 - Паркер и 24 - Данкан), команда победила с итоговым счётом 114–106, а также выиграла серию и вышла в финал конференции. Финал конференции против «Юты» начался с 71 очка от «большого трио» в первом же матче (27 набрал Данкан, 23 - Джинобили и 21 - Паркер), команда победила со счётом 108–100 и вышла вперёд в серии 1–0. Во второй игре доминировал Данкан с 26 очками и 14 подборами, что помогло одержать победу (105–96) и повести в серии 2–0. «Юта Джаз» выиграла в третьем матче, а счёт в серии стал 2–1. В четвертом матче вновь солировал в четвертой четверти Джинобили, реализовав 11 из 15 штрафных бросков, а всего за матч набрал 22 очка. «Сан-Антонио» победил со счётом 91–79, а счёт в серии стал 3–1. В пятом матче серии к разгрому соперника подключились Данкан и Паркер, в итоге «Спёрс» победили со счётом 109–84 и попали в финал НБА 2007 года. В финале «Спёрс» обыграли «Кливленд Кавальерс» Леброна Джеймса в четырёх матчах и выиграли четвёртый титул чемпионов НБА, а также третий для «большого трио». На этот раз лучшим игроком финальной серии был признан Тони Паркер с результатом в 24,5 набранных очка в среднем за матч.

### Сезон 2007-2008
В сезоне 2007-08 «большое трио» в составе «Спёрс» по итогам регулярного сезона заняло третье место в дивизионе с результатом 56–26. В первом раунде команда вышла на ставших шестыми «Финикс Санз». Уже в первом мачте команды играли два овертайма. «Спёрс» проигрывали в первом овертайме три очка, но Данкан за 3 секунды до конца реализовал трёхочковый бросок и вывел команду во второй овертайм. За 15 секунд до конца второго овертайма Стив Нэш реализовал трёхочковый и сравнял счёт. В ответной атаке Джинобили реализовал проход к кольцу результативным броском и за 1,5 секунды до конца овертайма вывел команду вперёд. Бросок Нэша со своей половины цели не достиг и команда победила со счётом 117—115. Данкан стал самым результативным игроком матча, набрав 40 очков. В следующих двух матчах солировал Паркер, который во втором матче набрал 32 очка, а в третьем - 41, после чего «Спёрс» повели в серии 3–0. «Финикс» выиграл четвёртый матч серии, однако в пятом матче вновь отлично выступил Паркер, набрав 31 и завершив серию 4–1. Во втором раунде плей-офф «Спёрс» вышли на «Нью-Орлеан Хорнетс» и серия также вышла драматичной. После двух проигранных матчей в Нью-Орлеане в третьем матче вновь «выстрелил» Паркер, набрав 31 очко. Лучшим игроком четвёртого матча стал Данкан с 22 очками и 15 подборами, а «Спёрс» сравняли счёт в серии 2–2. «Хорнетс» усилиями Дэвида Уэста и Криса Пола доминировали в пятом матче и вышли вперёд 3–2, но в шестой встрече активизировался Джинобили (25 очков), а Тим Данкан совершил 15 «дежурных» подборов, сравняв счёт. В седьмом решающем матче вновь благодаря Джинобили (26 очков) и Данкану (14 подборов) «Спёрс» одержали непростую победу и завершили серию выходом в финал Западной конференции, где их ждали «Лейкерс» с Кобе Брайантом и Ламаром Одомом. Первые две встречи в Лос-Анджелесе остались за командой хозяев, а в третьей камбэк совершил Джинобили, набрав 30 очков, а Данкан совершил 21 подбор, итогом стала победа со счётом 103–84, а в серии - 2–1. Однако в двух последующих матчах доминировали «Лейкерс», выбив команду Данкана, Паркера и Джинобили из розыгрыша.

### Сезон 2008-2009
Из-за травмы больше половины сезона 2008-09 пропустил Джинобили, «Спёрс» финишировали с результатом 54–28 и вновь стали третьими в Западной конференции после «Лейкерс» и «Наггетс». В первом раунде команде попался «Даллас» с Дирком Новицки. В первом матче серии несмотря на 27 очков и 9 подборов Данкана победу одержал «Даллас». Во втором «выстрелил» Тони Паркер с 38 очками, «Даллас» смотрелся откровенно слабее и проиграл 105—84, а счёт в серии сравнялся 1—1. Третий матч серии проходил в Далласе, «Спёрс» проиграли три четверти из четырёх, набрали в нём всего 67 очков, в итоге уступили, а «Даллас» вышел вперёд в серии 2—1. В четвертом матче даже несмотря на 43 очка Паркера «Спёрс» вновь уступили, а счёт стал 3—1. В пятом матче на домашней площадке 30 очков Данкана вновь не хватило для победы. 4—1 в серии и «Сан-Антонио»  впервые с 2000 года вылетели в первом раунде плей-офф.

### Сезон 2009-2010
В сезоне 2009-10 «Спёрс» одержали 50 побед при 32 поражениях, получив седьмой номер в плей-офф Западной конференции по итогам сезона. В первом раунде команда вновь вышла на сеянный под вторым номером «Даллас». В первом матче сильнее был «Даллас» (100—94), Данкан стал лучшим игроком своей команды с 27 очками. Во втором матче серии победили «Спёрс» (102—88), лучшим игроком вновь стал Данкан с 25 очками и 17 подборами. Третий матч остался за «Спёрс» (94—90), лидером команды в этом матче Тим Данкан с 25 очками. В четвертом матче солировал Джордж Хилл, который набрал 29 очков, а счёт в серии стал 3—1. «Маверикс» вернулись в пятом матче, победив со счётом 103—81, счёт в серии стал 3—2, однако в шестом матче Джинобили и Данкан не оставили шансов Новицки и компании, набрав 26 очков (Джинобили) и совершив 10 подборов (Данкан), что хватило для +10 в итоге (87—97) и 4—2 по итогам серии. Второй раунд серии разочаровал поклонников «Спёрс», которые в четырёх матчах проиграли «Финиксу» (4—0) и потеряли шанс на чемпионский титул.

### Сезон 2010-2011
Сезон 2010–11 команда закончила с соотношением побед и поражений 61–21, став первой сеянной командой Западной конференции. Джинобили в последней игре сезона получил травму и с ней начал серию плей-офф. На травму Джинобили наложилась не самая лучшая игра Данкана, в итоге первая команда конференции уступила в первом раунде серии восьмой команде, которой стали «Мемфис Гриззлис» со счётом 4—2.

### Сезон 2011-2012
Следующий сезон в НБА был отмечен локаутом, в итоге команды сыграли всего 66 матчей в сезоне. Одержав 50 побед при 16 поражениях «Спёрс» стали первыми на Западе. В среднем за сезон Данкан набирал 15,4 очка, Паркер - 18,3 очка и Джинобили - 12,9 очка. Команда в двух первых раундах не встретила сопротивления, последовательно обыграв «Юту» и «Клипперс» 8—0 и вышли в финал конференции, где встретились с «Оклахомой» с Кевином Дюрантом и Расселом Уэстбруком в составе. Два первых домашних матча закончились победой «Спёрс» (101—98 и 120—111), в них солировали Ману Джинобили (26 очков в первом мачте) и Тони Паркер (34 очка во втором). В третьем и четвёртом матчах побеждала «Оклахома» (102—82 и 109—103), в итоге счёт в серии стал 2—2. В пятом и шестом матче «Спёрс» вновь уступили, несмотря на 34 очка от Джинобили (пятый матч) и 29 от Паркера (шестой матч). Серия закончилась со счётом 4—2 в пользу «Оклахомы».

### Сезон 2012-2013
Сезон 2012-13 команда закончила с результатом 58–24 и получила второй номер в плей-офф Западной конференции. «Большое трио» лидировало по статистическим показателям, без шансов (4—0) выбив в первом раунде «Лос-Анджелес Лейкерс». Во втором раунде команда вышла на «Голден Стэйт Уорриорз», в котором начинал солировать Стефен Карри. В первом матче после необязательных промахов Джинобили забил решающий трёхочковый, а команда выиграла в двух овертаймах со счётом 129–127. «Уорриорз» выиграли во втором матче и сравняли счёт в серии 1–1. В третьей игре Тони Паркер набрал 32 очка и вывел команду вперёд 2–1. В итоге «шпоры» выбили «воинов» в шести матчах и попали в финал конференции. В финале Западной конференции был легко обыгран «Мемфис» (4—0), а в финале НБА 2013 года «Спёрс» встретились с «Майами Хит». В первом матче героем стал Тони Паркер, который вывел команду вперёд за 5,2 секунды до конца матча. В итоге «шпоры» победили со счётом 92–88 и вышли вперёд в серии 1–0. Однако, серия затянулась на семь матчей, а в итоговом, седьмом матче «Майами» с и Леброн Джеймс, который набрал 37 очков стали чемпионами НБА.

### Сезон 2013-2014
В сезоне 2013/14, «Спёрс» финишировал с рекордом ассоциации 62–20, получив преимущество домашней площадке на весь период плей-офф.
В первом раунде плей-офф с «Даллас Маверикс» серия продлилась до седьмого матча, однако в седьмом матче лидерство взял на себя Тони Паркер, набрав 32 очка, а команда одержала победу со счётом 119–96. Также Паркеру удалась первая игра второго раунда против «Портленд Трэйл Блэйзерс», в котором он набрал 33 очка, команда победила со счётом 116–92 и повела в серии 1–0. В итоге «Спёрс» победили в пятиматчевой серии. В полуфинале команда встретилась с «Оклахомой», которую обыграли в шести матчах, добравшись до Финала НБА 2014. Второй год подряд в финале «Спёрс» встретились с «Майами Хит». «Большое трио» набрало в первом матче 62 очка: 21 - Данкан, 19 - Паркер, 16 - Джинобили. Кроме того, 10 подборов совершил Данкан, а Паркер и Джинобили отдали 11 и 8 результативных передач. Это позволило в первом матче выиграть со счётом 110–95 в переполненном AT&T-центре, температура в котором достигала 32 °C и повести в серии 1–0. «Спёрс» закончили серию в пяти матчах (4–1), выиграв в последней игре со счётом 115-87, завоевав пятый в истории клуба чемпионский титул и четвертый в эру «большого трио».

### Сезон 2014-2015
Сезон 2014-15 команда с результатом 55–27 были посеяны под шестым номером в Западной конференции. В первом раунде команда проиграла в семи матчах «Клипперс» и вылетела из плей-офф.

### Сезон 2015-2016
В сезоне 2015–16 «большое трио» в последний раз выступало вместе, «Спёрс» финишировал с рекордом 67–15, а также получили второй номер посева в Западной конференции. В первом раунде «Спёрс» победили «Мемфис Гриззлис», однако во втором в шести матчах проиграла полуфинальный матч «Оклахоме».
11 июля 2016 года Тим Данкан объявил, что заканчивает 19-летнюю карьеру в НБА, таким образом заканчивалась и эра «большого трио» в истории «Сан-Антонио Спёрс».

## После «Большого трио»
По состоянию на ноября 2018 года «Сан-Антонио Спёрс» по-прежнему рассматривается как претендент на чемпионство, однако команда находится на этапе перестройки с момента ухода Данкана. Команда дошла до финала Западной конференции в сезоне 2016-17, однако после травмы Кавая Леонарда в первом матче серии уступила будущему чемпиону «Голден Стэйт Уорриорз» со счётом 4-0. В плей-офф 2018 года «Спёрс» вновь проиграли «Уорриорз» со счётом 4-1, на этот раз в первом раунде. Оставшиеся участники «Большого трио», Джинобили и Паркер приняли участие в матчах серии, однако их результат не сказался на итоговом счёте, Джинобили набирал 9 очков, Паркер - 6. По итогам сезона 2017/18 Паркер был отправлен в «Шарлотт Хорнетс», а Джинобили завершил карьеру.